# Соціалістичний автономний край Воєводина
Соціалістичний автономний край Воєводина (сербохорв. Socijalistička Autonomna Pokrajina Vojvodina / Социјалистичка Аутономна Покрајина Војводина) — один з двох Соціалістичної автономних країв в Соціалістичній Республіці Сербії у 1963—1990, федеральній одиниці Соціалістичної Федеративної Республіки Югославії у 1974—1990-х. Столиця — Нові-Сад.

## Історія
Автономний край Воєводина, який був створений у 1945, мав лише невеликий рівень автономії у складі Сербії. У 1963, назву провінції було змінено на Соціалістичний автономний край Воєводина. Згідно з югославською конституцією 1974, провінція отримала широкі права самоврядування, які визначали Воєводину як один із суб'єктів Югославської федерації, а також дав право голосування на рівні Сербії.
У роки правління президента Сербії Слободана Мілошевича, Воєводині і Косово були повернуті їх статус до 1974 року від 28 вересня 1990 року. Назва цієї провінції також повернули на автономний край Воєводина.

## Демографія
За даними перепису 1981 населення краю складає:
- Серби = 1,154,664 = 1154664 (56,5%)
- Угорці = 385,356 (18,9%)
- Хорвати = 119,157 (+5,9%)
- Словаки = 69,549 (+3,4%)
- Румуни = 47,289 (+2,3%)
- Русини та українці = 24,306 (+1,2%)
- Інші = 238,436 (11,8%)

## Адміністративно-територіальний поділ Югославії та її складових (1943-2010)
| 1943          | 1946           | 1963                    | 1974                    | 1991                    | 1992                       | 1999                       | 2003                       | 2006                 | 2008                 |
| ДФЮ           | ФНРЮ           | СФРЮ                    | СФРЮ                    | розпущена               | розпущена                  | розпущена                  | розпущена                  | розпущена            | розпущена            |
| ФД БіГ        | НР БіГ         | СР Боснія і Герцеговина | СР Боснія і Герцеговина | СР Боснія і Герцеговина | Боснія і Герцеговина       | Боснія і Герцеговина       | Боснія і Герцеговина       | Боснія і Герцеговина | Боснія і Герцеговина |
| ФД Хорватія   | НР Хорватія    | СР Хорватія             | СР Хорватія             | Республіка Хорватія     | Республіка Хорватія        | Республіка Хорватія        | Республіка Хорватія        | Республіка Хорватія  | Республіка Хорватія  |
| ФД Македонія  | НР Македонія   | СР Македонія            | СР Македонія            | Північна Македонія      | Північна Македонія         | Північна Македонія         | Північна Македонія         | Північна Македонія   | Північна Македонія   |
| ФД Македонія  | НР Македонія   | СР Македонія            | СР Македонія            |                         | ФРЮ                        | ФРЮ                        | Сербія і Чорногорія        | розпущена            | розпущена            |
| ФД Чорногорія | НР Чорногорія  | СР Чорногорія           | СР Чорногорія           | СР Чорногорія           | Р Чорногорія (федеративна) | Р Чорногорія (федеративна) | Р Чорногорія (федеративна) | Чорногорія           | Чорногорія           |
| ФД Сербія     | НР Сербія      | СР Сербія               | СР Сербія               | СР Сербія               | Р Сербія (федеративна)     | Р Сербія (федеративна)     | Р Сербія (федеративна)     | Сербія               | Сербія               |
| ФД Сербія     | • АК Воєводина | • САК Воєводина         | • САК Воєводина         | • АР Воєводина          | • АР Воєводина             | • АР Воєводина             | • АР Воєводина             |                      |                      |
| ФД Сербія     | • АК Косово    | • САК Косово            | • САК Косово            | • АК Космет             | • АК Космет                | Протекторат ООН            | Протекторат ООН            | Протекторат ООН      | Республіка Косово    |
| ФД Словенія   | НР Словенія    | СР Словенія             | СР Словенія             | Республіка Словенія     | Республіка Словенія        | Республіка Словенія        | Республіка Словенія        | Республіка Словенія  | Республіка Словенія  |

| ФНР | «Федеративна Народна Республіка» | НР | «Народна Республіка»     |     |                                        |
| АК  | «Автономний Край»                | ФР | «Федеративна Республіка» | САК | «Соціалістичний Автономний Край»       |
| БіГ | Боснія і Герцеговина             | Р  | «Республіка»             | СФР | «Соціалістична Федеративна Республіка» |
| ДФ  | «Демократична Федерація»         | ФД | «Федеральна Держава»     | СР  | «Соціалістична Республіка»             |